# Pásztor Szabolcs
Pásztor Szabolcs (Miskolc, 1959. szeptember 10. – Budapest, 2022. február 12.) magyar párbajtőrvívó, olimpikon.

## Pályafutása
1975 és 1990 között a Bp. Honvéd versenyzője volt. Két egyéni és nyolc csapatbajnoki címet nyert a Honvéd színeiben. 1981 és 1990 között a magyar válogatott tagja volt. Tagja volt az 1988-as szöuli olimpián hatodik helyezett párbajtőr csapatnak. 1983 és 1990 között hat világbajnokságon vett részt. Legjobb eredménye az 1983-as bécsi világbajnokságon elért ötödik helyezés volt csapatban.

## Sikerei, díjai
- Olimpiai játékok – párbajtőr, csapat
  - 6.: 1988, Szöul
- Világbajnokság – párbajtőr, csapat
  - 5.: 1983
  - 6.: 1985, 1989, 1990
  - 7.: 1987
  - 10.: 1986
- Magyar bajnokság – egyéni
  - bajnok: 1981, 1985
  - 2.: 1987
- Magyar csapatbajnokság
  - bajnok (8): 1980, 1981, 1982, 1984, 1985, 1986, 1989, 1990
- Bajnokcsapatok Európa-kupája (BEK)
  - 2.: 1982
  - 3.: 1983